# Ludwig Seisser
Ludwig Seisser (* 4. Juli 1866 in Würzburg; † 27. Januar 1936 in München) war ein deutscher Pharmazeut und Unternehmer.

## Leben
Seisser stammte aus einer in Würzburg und München ansässigen Kaufmanns- und Beamtenfamilie. Sein Onkel Andreas Ritter von Seisser war Präsident der Bayerischen Staatsbank. Seissers Vater betrieb ein Textilhandelshaus. Seisser studierte Pharmazie an der Universität Würzburg. Als approbierter Pharmazeut trat er später in das Münchner Lebensmittelunternehmen Franz Kathreiner’s Nachfolger ein, das dem Münchner Kaufmann Emil Wilhelm und Seissers Schwiegervater Adolph Brougier gehörte.
Das Geschäft konzentrierte sich in großem Stil auf den Import und Handel mit Kaffee, Tee und Gewürzen. Vor dem Ersten Weltkrieg galt das 1897 in eine GmbH umgewandelte Unternehmen als größtes binnenländisches Kolonialwaren-Handelshaus. Das Unternehmen produzierte unter anderem den berühmten Kathreiner’s Malzkaffee (später auch CARO).
Ludwig Seisser erhielt als Geschäftsführer der GmbH 1901 ein Patent auf das Verfahren zur Herstellung von zuckerhaltigen Tee- und Kaffee-Konserven (Deutsches Reichspatent DRP 131095, der Malzkaffee wird heute von Nestlé produziert). Seisser war zunächst einer der Geschäftsführer der GmbH, später Teilhaber sowie nachfolgend Aufsichtsratsmitglied der AG. Seisser lebte auf Schloss Holdereggen bei Lindau, das von Georg von Hauberrisser, dem Architekten des Münchner Rathauses erbaut wurde.
Seisser wurde mit dem Ehrentitel Kommerzienrat ausgezeichnet.
Sein Sohn, der Unternehmer Erich Seisser, wurde 1945 wegen Volksverhetzung und Nähe zum Widerstand in Berlin hingerichtet. An der Gruft der Familie Brougier erinnert eine Tafel und seit 2010 erinnert ein „Stolperstein“ vor Schloss Holdereggen an Erich Seisser.
Das Schloss wurde auf Druck der NSDAP an die Stadt Lindau verkauft, die dort eine Mädchenschule betrieb. An die letzten Besitzer des Anwesens erinnert heute noch die Brougierstraße, benannt nach Seissers Schwiegervater und Großvater Adolf Brougier.